# Akademicki Związek Walki Młodych „Życie”
Akademicki Związek Walki Młodych „Życie” – organizacja akademicka założona w 1945 roku, stanowiąca część Związku Walki Młodych, organizacji młodzieżowej Polskiej Partii Robotniczej. Jej celem było uzyskanie poparcia dla PPR wśród studentów oraz realizacja polityki partii. Organizacja organizowała min. kursy dla robotników i chłopów chcących rozpocząć studia. W lipcu 1948 roku połączyła się ze Związkiem Niezależnej Młodzieży Socjalistycznej, ludową organizacją studencką ZMW RP „Wici” tworząc Związek Akademickiej Młodzieży Polskiej.